# Canton de Laroquebrou

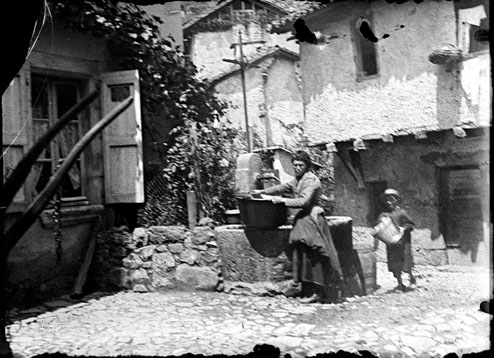
Fontaine et chaudron, Laroquebrou (Cantal), 20 juillet 1898

Le canton de Laroquebrou était une division administrative française située dans le département du Cantal et la région Auvergne. Il a été supprimé en 2015, conséquence du redécoupage des cantons (décret de 2014).

## Géographie
Ce canton était organisé autour de Laroquebrou dans l'arrondissement d'Aurillac. Son altitude varie de 280 m (Rouffiac) à 747 m (Glénat) pour une altitude moyenne de 580 m.

## Histoire
Le canton a été supprimé en 2015 à la suite du redécoupage des cantons du département : les communes font partie du nouveau canton de Saint-Paul-des-Landes.

## Représentation

### Conseillers généraux de 1833 à 2015
| Période | Période                   | Identité                       | Étiquette             | Qualité |
| ------- | ------------------------- | ------------------------------ | --------------------- | --- |
| 1833    | 1837 (décès)              | Barthélemy Mespouilhès         | Gouvernemental        | Juge suppléant au Tribunal d'Aurillac |
| 1838    | 1844 (démission)          | François Pérathon              | Légitimiste           | Lieutenant-colonel en retraite Propriétaire à Saint-Gérons                                                                                 |
| 1844    | 1868 (annulation)         | Pierre Destanne de Bernis      | Légitimiste           | Garde du corps du Roi Louis XVIII Maire de Siran Propriétaire à Veyraguet et à Salvanhac, commune de Siran                                 |
| 1868    | 1891 (décès)              | Joseph Cabanes                 | Républicain modéré    | Avocat - Maire d'Aurillac (1874-1887) Sénateur (1885-1891)                                                                                 |
| 1891    | 1903 (décès)              | Adrien Bastid                  | Républicain           | Professeur Député (1880-1898 et 1902-1903)                                                                                                 |
| 1903    | 1920 (décès)              | Eugène Lintilhac               | Rad.                  | Professeur Sénateur (1903-1920) Président du Conseil Général (1905-1908, 1909-1912, 1913-1920)                                             |
| 1920    | 1941 (démission d'office) | Paul Bastid (fils d'A.Bastid)  | Rad.                  | Professeur à la Faculté de Droit de Paris Député (1924-1942) Président du Conseil Général (1934-1940) Révoqué par le Gouvernement de Vichy |
|         |                           |                                |                       | |
| 1942    | 1945                      | Justin Robert (1877-1954)      | Rad.                  | Négociant Conseiller d'arrondissement, maire de Cros-de-Montvert Nommé conseiller départemental en 1942                                    |
|         |                           |                                |                       | |
| 1945    | 1951                      | François Veschambre            | SFIO                  | Ancien censeur de lycée, maire d'Ayrens (1933-1935 et 1943-1947)                                                                           |
| 1951    | 1968 (décès)              | Maurice Penchenat              | Rad.                  | Médecin |
| 1969    | 1982                      | Paul Robert (fils de J.Robert) | CNI puis UDF-Rad.     | Directeur départemental honoraire des impôts Sénateur (1980-1989) Maire de Cros-de-Montvert (1954-1989)                                    |
| 1982    | 2008                      | Christian Meiniel              | UDF puis RPR puis UMP | Enseignant, maire de Laroquebrou jusqu'en 2008                                                                                             |
| 2008    | 2015                      | Michel Cabanes                 | DVG                   | Retraité, maire d'Arnac depuis 2001 |

### Résultats électoraux détaillés
- Élections cantonales de 2001 : Christian Meiniel (RPR) est élu au 1er tour avec 64,4 % des suffrages exprimés, devant Michele Foix (PS) (20,98 %), Alain Series (PCF) (11,32 %) et Jean-Paul Pradal (MNR) (3,3 %). Le taux de participation est de 87,06 % (3 264 votants sur 3 749 inscrits)[11].
- Élections cantonales de 2008 : Michel Cabanes   (Divers gauche) est élu au 2e tour avec 61,16 % des suffrages exprimés, devant Christian  Meiniel  (UMP) (38,84 %). Le taux de participation est de 80,16 % (2 974 votants sur 3 710 inscrits)[12].

### Conseillers d'arrondissement (de 1833 à 1940)
| Période                                  | Période          | Identité                                         | Étiquette                | Qualité |
| ---------------------------------------- | ---------------- | ------------------------------------------------ | ------------------------ | --- |
| 1833                                     | 1839             | Louis Noël Serres (1786-1849)                    |                          | Notaire, géomètre-expert, propriétaire à Glénat                                                             |
| 1839                                     | 1845             | Jean Joseph François Larmandie                   |                          | Notaire, propriétaire à Siran                                                                               |
| 1845                                     | 1848             | Jean Pichot-Duclos                               |                          | Juge au Tribunal civil d'Aurillac                                                                           |
| 1848                                     | 1855             | Jean Joseph François Larmandie (1790-1869)       |                          | Notaire, propriétaire à Siran                                                                               |
| 1855                                     | 1867 (décès)     | Louis Philippe de Falvelly (1799-1867)           |                          | Propriétaire à Boisset                                                                                      |
| 1867                                     | 1892             | Claude Pouget (1815-1893)                        |                          | Médecin, maire de Laroquebrou                                                                               |
| 1892                                     | 1896 (démission) | Firmin Dessales (1836-1898)                      |                          | Propriétaire, maire de Glénat                                                                               |
| 1896                                     | 1904             | Firmin Colomb                                    | Républicain progressiste | Maire de Siran                                                                                              |
| 1904                                     | 1910             | Gabriel Dessales (1870-1931, fils de F.Dessales) |                          | Géomètre-expert, propriétaire au Pompidou, maire de Glénat                                                  |
| 1910                                     | 1919             | Géraud-Adrien Duguet                             |                          | Maire de Saint-Santin-Cantalès                                                                              |
| 1919                                     | 1926             | Antoine Vidalinc                                 |                          | Ingénieur agronome, maire de Nieudan                                                                        |
| 1926                                     | 1932 (décès)     | Antoine Carrier                                  | Radical                  | Marchand de vins, suppléant du juge de paix, maire de Rouffiac                                              |
| 1932                                     | 1940             | Justin Robert                                    | Radical                  | Négociant, maire de Cros-de-Montvert                                                                        |
| 1940                                     |                  |                                                  |                          | Les conseils d'arrondissement ont été suspendus par la loi du 12 octobre 1940 et n'ont jamais été réactivés |
| Les données manquantes sont à compléter. |                  |                                                  |                          | |

## Composition
Le canton de Laroquebrou regroupait 14 communes et comptait 4 392 habitants (recensement de 1999 sans doubles comptes).
| Communes               | Population (2012) | Code postal | Code Insee |
| ---------------------- | ----------------- | ----------- | ---------- |
| Arnac                  | 173               | 15150       | 15011      |
| Ayrens                 | 494               | 15250       | 15016      |
| Cros-de-Montvert       | 225               | 15150       | 15057      |
| Glénat                 | 223               | 15150       | 15076      |
| Lacapelle-Viescamp     | 434               | 15150       | 15088      |
| Laroquebrou            | 1 080             | 15150       | 15094      |
| Montvert               | 115               | 15150       | 15135      |
| Nieudan                | 105               | 15150       | 15143      |
| Rouffiac               | 237               | 15150       | 15165      |
| Saint-Étienne-Cantalès | 157               | 15150       | 15182      |
| Saint-Gérons           | 177               | 15150       | 15189      |
| Saint-Santin-Cantalès  | 316               | 15150       | 15211      |
| Saint-Victor           | 127               | 15150       | 15217      |
| Siran                  | 529               | 15150       | 15228      |

## Démographie
| 1962  | 1968  | 1975  | 1982  | 1990  | 1999  | 2006  | 2011  | 2012  |
| ----- | ----- | ----- | ----- | ----- | ----- | ----- | ----- | ----- |
| 6 210 | 5 712 | 4 862 | 4 750 | 4 663 | 4 392 | 4 305 | 4 136 | 4 166 |